# Walter Rudolf Hess
Walter Rudolf Hess (n. 17 martie 1881, Frauenfeld⁠(d), cantonul Thurgau, Elveția – d. 12 august 1973, Muralto⁠(d), Cantonul Ticino, Elveția)) a fost un fiziolog elvețian.
A fost laureat al Premiul Nobel pentru Fiziologie sau Medicină în 1949, alături de Egas Moniz.
Premiul i-a fost conferit „pentru descoperirea organizării funcționale a diencefalului ca un coordonator al activităților organelor interne.”